# Diksha

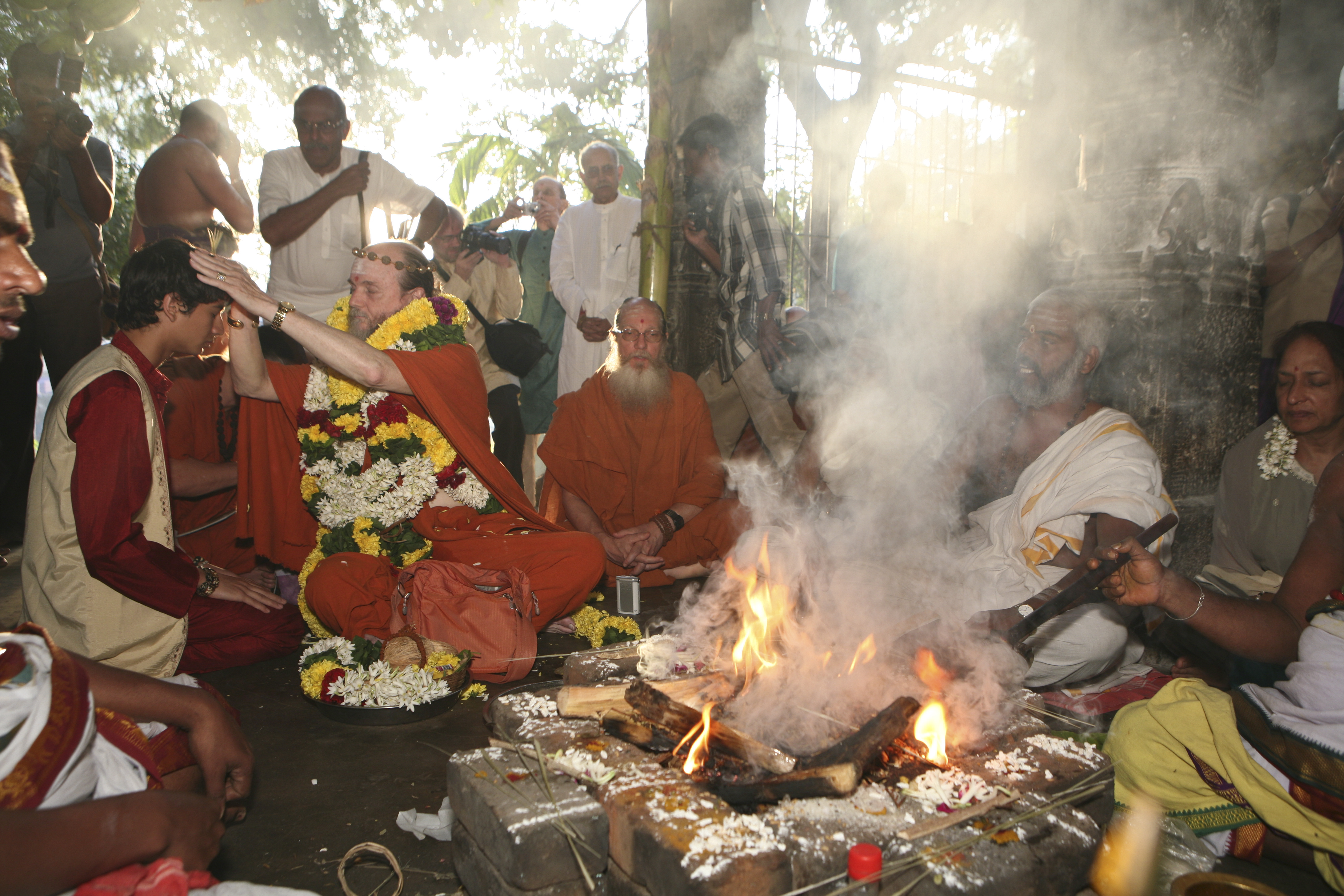

La diksha (IAST dīkṣā) est un rite initiatique dans l'hindouisme et dans le jaïnisme. Ce terme peut désigner une cérémonie de passage liée aux samskaras majeurs de cette foi mais aussi l'acceptation d'un fidèle dans une branche spécifique de l'hindouisme, ou, le passage de la vie d'homme au foyer à celle d'ascète suivant les ashramas. Il n'est pas rare que lors de la diksha, un mantra soit donné au croyant.